# Сатаев, Евгений Анатольевич
Евгений Анатольевич Сатаев (9 апреля 1950, р.пос. Вознесенское Нижегородской области — 28 августа 2015 г. Обнинск Калужской области) — ученый-математик. Профессор, доктор физико-математических наук, член Московского математического общества. Профессор Обнинского института атомной энергетики и заведующий кафедрой высшей математики.

### Биография и научная деятельность
Евгений Сатаев родился 9 апреля 1950 года в посёлке Вознесенское (Нижегородская область) в семье учителя математики (позже — директора школы) Сатаева Анатолия Матвеевича и библиотекаря Сатаевой (в девичестве Левкиной) Марии Николаевны. Анатолий Матвеевич проделал большую часть пути пешком из Кировской области, откуда он родом, до Нижнего Новгорода, ради изучения математики и физики в университете. 
Уже в детстве Евгений Сатаев выбрал свой профессиональный путь: он не мыслил свою будущую деятельность без математики и проявлял способности к точным наукам, занимал первые места на областных математических олимпиадах.
По окончании 8 классов Вознесенской средней школы в 1965 году Евгений поступил в физико-математическую школу-интернат при МГУ имени М. В. Ломоносова. Еще учась в физико-математической школе, начал преподавать математику.
В 1972 году закончил механико-математический факультет МГУ имени М. В. Ломоносова, в 1977 году — аспирантуру при Математическом институте имени В. А. Стеклова АН СССР.
После окончания университета был направлен на работу в ВНИИЭФ на должность инженера, младшего научного сотрудника в г. Арзамас-16 (г. Саров).
Основной сферой научных интересов Сатаева Е. А. была прикладная математика, дифференциальные уравнения.
В 1978 году в Математическом институте имени В. А. Стеклова АН СССР защитил кандидатскую (кандидат физико-математических наук) диссертацию на тему «Инварианты монотонной эквивалентности динамических систем» по специальности 01.01.02 — дифференциальные уравнения. В том же году переехал в г. Обнинск Калужской области, приняв предложение о работе в Обнинском филиале МИФИ (позже — ИАТЭ).
В 1982 году Сатаеву Е. А. присвоено учёное звание доцента по кафедре прикладной математики.
В 1992 году в Математическом институте имени В. А. Стеклова РАН защитил докторскую диссертацию:
- Инвариантные меры гиперболических динамических систем с особенностями : диссертация ... доктора физико-математических наук : 01.01.02. - Обнинск, 1992. - 261 с.

В 1994 году присвоено учёное звание профессора по кафедре высшей математики.
Автор 36 научных публикаций, 11 учебных пособий. Публиковался во многих отечественных и зарубежных математических изданиях.
Почётный работник высшего профессионального образования Российской Федерации (2005).

### Статьи
2015
Е. А. Сатаев, «Свойство перемешивания и собственные функции сингулярно гиперболических аттракторов».
2010
Е. А. Сатаев, «Стохастические свойства сингулярно гиперболических аттракторов» 
Е. А. Сатаев, «Инвариантные меры для сингулярно гиперболических аттракторов».
2009
Е. А. Сатаев, «Некоторые свойства сингулярно гиперболических аттракторов».
2005
Е. А. Сатаев, «Отсутствие устойчивых траекторий у неавтономных возмущений систем типа системы Лоренца».
1999
Е. А. Сатаев, «Производная Шварца для многомерных отображений и потоков».
1995
Е. А. Сатаев, «Непрерывная зависимость финальных распределений от переходных вероятностей асимптотически марковского процесса».
1994
Е. А. Сатаев, «Асимптотически марковские случайные процессы».
1992
Е. А. Сатаев, «Гиббсовские меры для одномерных аттракторов гиперболических отображений с особенностями».
Е. А. Сатаев, «Инвариантные меры для гиперболических отображений с особенностями».
1987
Е. А. Сатаев, «Производная Шварца для диффеоморфизмов и потоков в Rn».
1977
Е. А. Сатаев, «Инвариант монотонной эквивалентности, определяющий факторы от автоморфизмов, монотонно эквивалентных сдвигу Бернулли».
1975
Е. А. Сатаев, «О числе инвариантных мер для потоков на ориентируемых поверхностях».